# ريديو (ياش)
ريديو هي قرية تقع في إقليم ياش في رومانيا وبلغ عدد سكانها 6,496 نسمة في عام 2002.